# Russell Simpson (attore)
Russell Simpson, nato Russell McCaskill Simpson (Danville, 17 giugno 1877 – Los Angeles, 12 dicembre 1959), è stato un attore statunitense.
Noto caratterista, è ricordato soprattutto per i ruoli nei film di John Ford e, in particolare, per il ruolo di Pa Joad in Furore (1940).

## Biografia
Nato a Danville, in California, frequentò le scuole del distretto di Danville, diplomandosi nel 1892. A diciotto anni, Simpson diventò un cercatore d'oro, partecipando alla corsa all'oro del Klondike. In seguito, a Seattle, prese lezioni di recitazione e, nel 1910, si sposò con Gertrude Alter, una ragazza di New York.

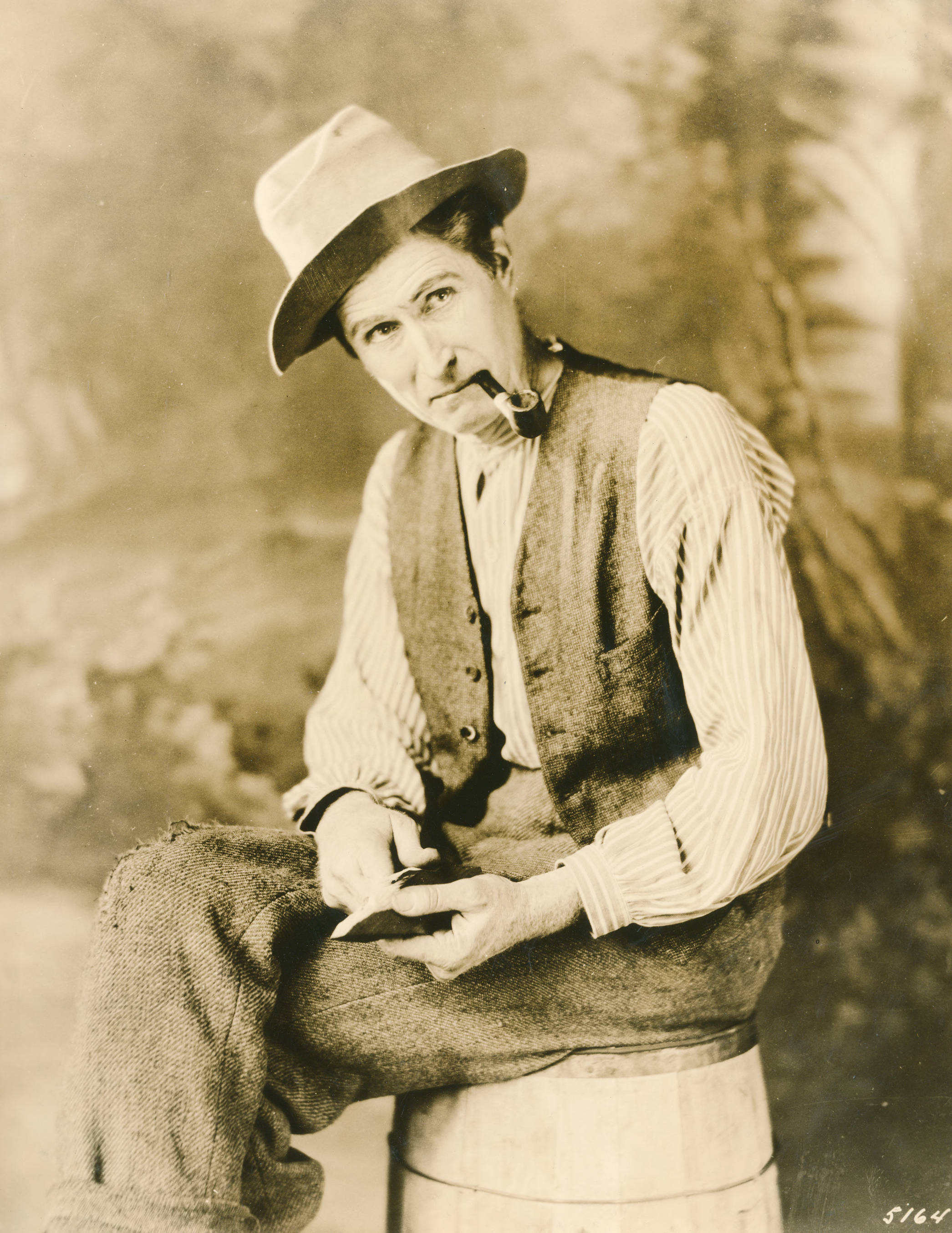
(1923)

### Carriera
Tra il 1909 e il 1912, il suo nome appare in alcune produzioni di Broadway. Nel 1914 fece il suo debutto cinematografico come comparsa in un film di Cecil B. DeMille, la versione originale di The Virginian. Quando, nel 1923, fu realizzato il remake del film, Simpson questa volta ottenne la parte del cattivo.
Nella sua carriera, l'attore lavorò per dodici anni in road shows, compagnie di giro e a Broadway. Sul palcoscenico, non ebbe mai ruoli da protagonista, ma fu invece una star di numerose pellicole del cinema muto, tra cui L'aquila di Clarence Brown. Uno dei suoi ruoli più importanti, fu quello, nel 1920, del nonno in Out of the Dust.
Fu presidente della Overseas Phonograph Accessories Corporation. Conosciuto anche internazionalmente soprattutto per le sue partecipazioni ai film di John Ford, Simpson lavorò fino al 1959, l'anno della sua morte. L'ultimo dei cinquecento film della sua carriera, fu Soldati a cavallo.

## Filmografia
(tratta da IMDb - Di alcuni film non si conosce il nome del regista che di conseguenza non viene riportato)

### Cinema

#### 1914
- The Virginian, regia di Cecil B. DeMille (1914)

#### 1915
- The Old Homestead, regia di James Kirkwood (1915)

#### 1916
- Lovely Mary, regia di Edgar Jones (1916)
- The Feud Girl, regia di Frederic Thompson (Frederick A. Thomson) (1916)

#### 1917
- The Barrier, regia di Edgar Lewis (1917)
- The Food Gamblers, regia di Albert Parker (1917)
- The Girl Without a Soul, regia di John H. Collins (1917)
- Blue Jeans, regia di John H. Collins (1917)
- Salt of the Earth, regia di Saul Harrison (1917)

#### 1918
- A Weaver of Dreams, regia di John H. Collins (1918)
- Breakers Ahead, regia di Charles Brabin (1918)
- Riders of the Night, regia di John H. Collins (1918)
- The Uphill Path, regia di James Kirkwood (1918)
- The Border Legion, regia di T. Hayes Hunter (1918)
- Oh, Johnny!, regia di Ira M. Lowry (1918)
- The Challenge Accepted, regia di Edwin L. Hollywood (1918)

#### 1919
- The Brand, regia di Reginald Barker  (1919)
- Bill Apperson's Boy, regia di James Kirkwood (1919)
- The Blue Bandanna, regia di Joseph Franz (1919)
- Fighting Cressy, regia di Robert Thornby (1919)
- Desert Gold, regia di T. Hayes Hunter (1919)

#### 1920
- Out of the Dust, regia di John P. McCarthy (1920)
- The Deadlier Sex, regia di Robert Thornby (1920)
- Lahoma, regia di Edgar Lewis (1920)
- The Branding Iron, regia di Reginald Barker (1920)
- Godless Men, regia di Reginald Barker (1920)

#### 1921
- Bunty Pulls the Strings, regia di Reginald Barker (1921)
- Snowblind, regia di Reginald Barker (1921)
- La bella Sulamita (Under the Lash), regia di Sam Wood (1921)
- Shadows of Conscience, regia di John P. McCarthy (1921)

#### 1922
- Across the Deadline, regia di Jack Conway (1922)
- Human Hearts, regia di King Baggot (1922)
- Rags to Riches, regia di Wallace Worsley (1922)
- Fools of Fortune, regia di Louis Chaudet (1922)
- Peg del mio cuore (Peg o' My Heart), regia di King Vidor (1922)
- The Kingdom Within, regia di Victor Schertzinger (1922)
- When Love Is Young (1922)

#### 1923
- Hearts Aflame, regia di Reginald Barker (1923)
- The Girl of the Golden West, regia di Edwin Carewe (1923)
- The Rip-Tide, regia di Jack Pratt (1923)
- Circus Days, regia di Edward F. Cline (1923)
- The Huntress, regia di John Francis Dillon e Lynn Reynolds (1923)
- Defying Destiny, regia di Louis Chaudet (1923)
- Senza quartiere (The Virginian), regia di Tom Forman (1923)
- Desire, regia di Rowland V. Lee (1923)

#### 1924
- Painted People, regia di Clarence G. Badger (1924)

#### 1925
- The Narrow Street, regia di William Beaudine (1925)
- The Re-Creation of Brian Kent, regia di Sam Wood (1925)
- Old Shoes, regia di Frederick Stowers (1925)
- Beauty and the Bad Man, regia di William Worthington (1925)
- Faint Perfume, regia di Louis J. Gasnier (1925)
- Paint and Powder, regia di Hunt Stromberg (1925)
- Thunder Mountain, regia di Victor Schertzinger (1925)
- Why Women Love, regia di Edwin Carewe (1925)
- L'aquila (The Eagle), regia di Clarence Brown (1925)
- The Splendid Road, regia di Frank Lloyd (1925)
- Ship of Souls, regia di Charles Miller (1925)

#### 1926
- The Earth Woman, regia di Walter Lang (1926)
- Rustling for Cupid, regia di Irving Cummings (1926)
- The Social Highwayman, regia di William Beaudine (1926)
- Lovey Mary, regia di King Baggot (1926)

#### 1927
- God's Great Wilderness, regia di David Hartford (1927)
- Annie Laurie, regia di John S. Robertson (1927)
- The Heart of the Yukon, regia di W. S. Van Dyke (1927)
- The Frontiersman, regia di Reginald Barker (1927)
- The First Auto, regia di Roy Del Ruth (1927)
- Now We're in the Air, regia di Frank R. Strayer (1927)
- Wild Geese, regia di Phil Goldstone (1927)

#### 1928
- The Trail of '98, regia di Clarence Brown (1928)
- Life's Mockery, regia di Robert F. Hill (1928)
- Malandrino galante (The Bushranger), regia di Chester Withey (1928)
- Notti tropicali (Tropical Nights), regia di Elmer Clifton (1928)

#### 1929
- Vicini rumorosi (Noisy Neighbors), regia di Charles Reisner (1929)
- Kid's Clever, regia di William James Craft (1929)
- My Lady's Past, regia di Albert Ray (1929)
- Parigi che canta (Innocents of Paris), regia di Richard Wallace (1929)
- The Sap, regia di Archie Mayo (1929)
- After the Fog, regia di Leander De Cordova (1929)

#### 1930
- The Lone Star Ranger, regia di A.F. Erickson (1930)
- Il cavaliere della libertà (Abraham Lincoln), regia di D. W. Griffith (1930)
- Billy the Kid, regia di King Vidor (1930)
- Schiavi della colpa (Man to Man), regia di Allan Dwan (1930)

#### 1931
- The Great Meadow (1931)
- West of the Rockies (1931)
- Alexander Hamilton (1931)
- Cortigiana (Susan Lenox (Her Fall and Rise)), regia di Robert Z. Leonard (1931)

#### 1932
- Ridin' for Justice (1932)
- Law and Order (1932)
- Lena Rivers, regia di Phil Rosen (1932)
- Rule 'Em and Weep (1932)
- The Riding Tornado (1932)
- The Famous Ferguson Case (1932)
- Flames, regia di Karl Brown (1932)
- The Engineer's Daughter or, Iron Minnie's Revenge (1932)
- The Honor of the Press (1932)
- Hello Trouble, regia di Lambert Hillyer (1932)
- Two Lips and Juleps or, Southern Love and Northern Exposure (1932)
- Tentazioni (The Cabin in the Cotton), regia di Michael Curtiz (1932)
- White Eagle (1932)
- Sangue ribelle (Call Her Savage), regia di John Francis Dillon (1932)
- Silver Dollar, regia di Alfred E. Green (1932)
- Born to Fight (1932)

#### 1933
- Thru Thin and Thicket or, Who's Zoo in Africa (1933)
- Face in the Sky (1933)
- The Moonshiner's Daughter, regia di Albert Ray (1933)
- Stolen by Gypsies or Beer and Bicycles (1933)
- Potenza e gloria (The Power and the Glory) (1933)

#### 1934
- Radio Scout, regia di Ralph Staub - cortometraggio (1934)
- Pescatori di spugne (Sixteen Fathoms Deep), regia di Armand Schaefer (1934)
- Amore alla frontiera (Frontier Marshal), regia di Lewis Seiler (1934)
- Joanna (Carolina), regia di Henry King (1934)
- Three on a Honeymoon, regia di James Tinling (1934)
- I nemici delle donne (Ever Since Eve), regia di George Marshall (1934)
- Il mondo va avanti (The World Moves On), regia di John Ford (1934)
- West of the Pecos, regia di Phil Rosen (1934)

#### 1935
- The County Chairman, regia di John G. Blystone (1935)
- The Hoosier Schoolmaster, regia di Lewis D. Collins (1935)
- Motive for Revenge, regia di Burt P. Lynwood (1935)
- Cuori incatenati (Way Down East), regia di Henry King (1935)
- Paddy O'Day, regia di Lewis Seiler (1935)

#### 1936
- Man Hunt, regia di William Clemens (1936)
- The Harvester, regia di Joseph Santley (1936)
- Girl of the Ozarks, regia di William Shea (1936)
- San Francisco, regia di W.S. Van Dyke II (1936)
- The Crime of Dr. Forbes, regia di George Marshall (1936)
- Back to Nature, regia di James Tinling (1936)
- Ramona, regia di Henry King (1936)
- Sangue selvaggio (Wild Brian Kent), regia di Howard Bretherton (1936)

#### 1937
- La vergine di Salem (Maid of Salem), regia di Frank Lloyd (1937)
- Green Light, regia di Frank Borzage (1937)
- Mountain Justice, regia di Michael Curtiz (1937)
- That I May Live, regia di Allan Dwan (1937)
- Parnell, regia di John M. Stahl (1937)
- Yodelin' Kid from Pine Ridge, regia di Joseph Kane (1937)
- Wild West Days, regia di Ford Beebe e Clifford Smith (1937)
- La perla nera (Paradise Isle), regia di Arthur Greville Collins (1937)

#### 1938
- Occidente in fiamme (Gold Is Where You Find It), regia di Michael Curtiz (1938)
- La città dell'oro (The Girl of the Golden West), regia di Robert Z. Leonard (1938)
- Sons of the Plains, regia di Crane Wilbur (1938)
- La valle dei giganti (Valley of the Giants), regia di William Keighley (1938)
- Io ti aspetterò (The Sisters), regia di Anatole Litvak (1938)
- Nel cuore del Nord (Heart of the North), regia di Lewis Seiler (1938)

#### 1939
- Gli avventurieri (Dodge City), regia di Michael Curtiz (1939)
- Alba di gloria (Young Mr. Lincoln), regia di John Ford (1939)
- Western Caravans, regia di Sam Nelson (1939)
- The Bill of Rights, regia di Crane Wilbur (1939)
- Desperate Trails, regia di Albert Ray (1939)
- Mr. Smith va a Washington (Mr. Smith Goes to Washington), regia di Frank Capra (1939)
- La più grande avventura (Drums Along the Mohawk), regia di John Ford (1939)
- L'ultimo pellirossa (Geronimo), regia di Paul Sloane (1939)

#### 1940
- Furore (The Grapes of Wrath), regia di John Ford (1940)
- Carovana d'eroi (Virginia City), regia di Michael Curtiz (1940)
- La valle dei monsoni (Three Faces West), regia di Bernard Vorhaus (1940)
- La grande missione (Brigham Young), regia di Henry Hathaway (1940)
- Avventura nel Wyoming (Wyoming), regia di Richard Thorpe (1940)
- I pascoli dell'odio (Santa Fe Trail), regia di Michael Curtiz (1940)

#### 1941
- La via del tabacco (Tobacco Road), regia di John Ford (1941)
- Arriva John Doe (Meet John Doe), regia di Frank Capra (1941)
- Citadel of Crime, regia di George Sherman (1941)
- I tre moschettieri del Missouri (Bad Men of Missouri), regia di Ray Enright (1941)
- Richiamo del Nord (Wild Geese Calling), regia di John Brahm (1941)
- Last of the Duanes, regia di James Tinling (1941)
- La palude della morte (Swamp Water), regia di Jean Renoir e Irving Pichel (1941)

#### 1942
- Nazi Agent, regia di Jules Dassin (1942)
- Il cavaliere della vendetta (Wild Bill Hickok Rides), regia di Ray Enright (1942)
- Shut My Big Mouth, regia di Charles Barton (1942)
- Lone Star Ranger, regia di James Tinling (1942)
- I cacciatori dell'oro (The Spoilers), regia di Ray Enright (1942)
- Tennessee Johnson, regia di William Dieterle (1942)

#### 1943
- Border Patrol, regia di Lesley Selander (1943)
- Colt Comrades, regia di Lesley Selander (1943)
- Riding High, regia di George Marshall (1943)
- Moonlight in Vermont, regia di Edward C. Lilley (1943)
- La donna della città (The Woman of the Town), regia di George Archainbaud (1943)

#### 1944
- Texas Masquerade, regia di George Archainbaud (1944)
- Roaring Guns, regia di Jean Negulesco (1944)
- Man from Frisco, regia di Robert Florey (1944)
- Romanzo nel West (Tall in the Saddle), regia di Edwin L. Marin (1944)
- The Big Bonanza, regia di George Archainbaud (1944)

#### 1945
- Roughly Speaking, regia di Michael Curtiz (1945)
- Il magnifico avventuriero (Along Came Jones), regia di Stuart Heisler (1945)
- Bionda incendiaria (Incendiary Blonde), regia di George Marshall (1945)
- I sacrificati (They Were Expendable), regia di John Ford (1945)

#### 1946
- California Gold Rush, regia di R.G. Springsteen (1946)
- Bascomb il mancino (Bad Bascomb), regia di S. Sylvan Simon (1946)
- La valle della morte (Death Valley), regia di Lew Landers (1946)
- Sfida infernale (My Darling Clementine), regia di John Ford (1946)
- La fortuna è femmina (Lady Luck), regia di Edwin L. Marin (1946)
- My Dog Shep, regia di Ford Beebe (1946)
- A Boy and His Dog, regia di LeRoy Prinz (1946)

#### 1947
- The Millerson Case, regia di George Archainbaud (1947)
- La cavalcata del terrore (The Romance of Rosy Ridge), regia di Roy Rowland (1947)
- Bowery Buckaroos, regia di William Beaudine (1947)
- Texas selvaggio (The Fabulous Texan), regia di Edward Ludwig (1947)

#### 1948
- Il solitario del Texas (Albuquerque), regia di Ray Enright (1948)
- Il pugnale del bianco (Coroner Creek), regia di Ray Enright (1948)
- La quercia dei giganti (Tap Roots), regia di George Marshall (1948)
- Ciclone (The Untamed Breed), regia di Charles Lamont (1948)
- Sundown in Santa Fe, regia di R.G. Springsteen (1948)
- Giovanna d'Arco (Joan of Arc), regia di Victor Fleming (1948)

#### 1949
- Tuna Clipper, regia di William Beaudine (1949)
- L'indiavolata pistolera (The Beautiful Blonde from Bashful Bend), regia di Preston Sturges (1949)
- La bella preda (The Gal Who Took the West), regia di Frederick de Cordova (1949)
- Quella meravigliosa invenzione (Free for All), regia di Charles Barton (1949)

#### 1950
- La carovana maledetta (The Outriders), regia di Roy Rowland (1950)
- La carovana dei mormoni (Wagon Master), regia di John Ford (1950)
- Vagabondo a cavallo (Saddle Tramp), regia di Hugo Fregonese (1950)
- Call of the Klondike, regia di Frank McDonald (1950)

#### 1951
- Comin' Round the Mountain, regia di Charles Lamont (1951)
- Il cacciatore del Missouri (Across the Wide Missouri), regia di William A. Wellman (1951)

#### 1952
- Stella solitaria (Lone Star), regia di Vincent Sherman (1952)
- Ma and Pa Kettle at the Fair, regia di Charles Barton (1952)
- Feudin' Fools, regia di William Beaudine (1952)

#### 1953
- Incontriamoci alla fiera (Meet Me at the Fair), regia di Douglas Sirk (1953)
- Il sole splende alto (The Sun Shines Bright), regia di John Ford (1953)

#### 1954
- Zingaro (Gypsy Colt), regia di Andrew Marton (1954)
- Sette spose per sette fratelli (Seven Brides for Seven Brothers), regia di Stanley Donen (1954)
- La lancia che uccide (Broken Lance), regia di Edward Dmytryk (1954)

#### 1955
- Un napoletano nel Far West (Many Rivers to Cross), regia di Roy Rowland (1955)
- Alamo (The Last Command), regia di Frank Lloyd (1955)
- Gli implacabili (The Tall Men), regia di Raoul Walsh (1955)
- Oklahoma!, regia di Fred Zinnemann (1955)

#### 1956
- Quegli anni selvaggi (These Wilder Years), regia di Roy Rowland (1956)
- La legge del Signore (Friendly Persuasion), regia di William Wyler (1956)
- Sfida al tramonto (The Brass Legend), regia di Gerd Oswald (1956)

#### 1957
- L'uomo solitario (The Lonely Man), regia di Henry Levin (1957)
- Il segno della legge (The Tin Star), regia di Anthony Mann (1957)

#### 1959
- Soldati a cavallo (The Horse Soldiers), regia di John Ford (1959)

### Televisione
- Adventures of Wild Bill Hickok – serie TV, un episodio (1951)
- Cavalcade of America – serie TV, 3 episodi (1953)
- Il cavaliere solitario (The Lone Ranger)  – serie TV, un episodio (1953)
- The 20th Century-Fox Hour – serie TV, episodio 1x03 (1955)
- TV Reader's Digest – serie TV, episodio 1x01 (1955)
- Crossroads – serie TV, episodio 1x29 (1956)
- Il sergente Preston (Sergeant Preston of the Yukon) – serie TV, un episodio  (1957)
- General Electric Theater – serie TV, un episodio (1957)
- Carovane verso il west (Wagon Train) – serie TV, un episodio (1957)
- The Court of Last Resort – serie TV, episodio 1x24 (1958)
- The Gray Ghost – serie TV, episodio 1x35 (1958)
- The Texan – serie TV, episodio 1x20 (1959)

## Doppiatori italiani
- Lauro Gazzolo in Mr. Smith va a Washington
- Olinto Cristina in Furore, I cacciatori dell'oro
- Manlio Busoni in Sfida infernale
- Amilcare Pettinelli in Soldati a cavallo
- Mario Corte in La carovana dei mormoni